# Kaʻahumanu I
Elizabeth Kaʻahumanu (Kaʻahumanu; ur. 17 marca? 1768 na wyspie Maui, zm. 1832) – pierwsza premier i współwładczyni Hawajów od 1819 roku aż do śmierci. Jej ojciec – Keʻeaumoku walczył o zjednoczenie wysp hawajskich, natomiast matka Nāmāhāna była wdową po królu Maui. Kaʻahumanu poślubiła króla Kamehamehę I w młodym wieku, i była jedną z kilkunastu jego żon.